# Зайцев, Валентин Алексеевич
Валенти́н Алексе́евич За́йцев (28 сентября 1922 года — 3 января 1986 года) — командир звена 828-го штурмового Свирского авиационного полка 260-й штурмовой Свирской Краснознамённой авиационной дивизии 4-й воздушной армии 2-го Белорусского фронта. Лейтенант. Герой Советского Союза.

## Биография
Валентин Зайцев родился 28 сентября 1922 года в Костроме в рабочей семье Алексея Андреевича и Домны Даниловны Зайцевых.
После школы учился в Костромском текстильном техникуме, однако, окончил только два курса.
Был призван в ряды Красной Армии в 1941 году и направлен на обучение в Краснодарскую военно-авиационную школу пилотов, которую окончил в 1942 году.
В боевых действиях Великой Отечественной войны участвовал с ноября 1942 года в составе 828-го штурмового Свирского авиационного полка 260-й штурмовой Свирской Краснознамённой авиационной дивизии 4-й воздушной армии Карельского фронта. Воевал на Кандалакшском и Мурманском направлениях, принимал участие в ряде наступательных операций, в том числе: в Петрозаводско-Свирской и Петсамо-Киркенесской операциях. В последние годы войны сражался на 2-м Белорусском фронте на территории Польши и Германии.
К апрелю 1945 года, когда Валентин Алексеевич был командиром звена 260-го полка, на его счету было 103 боевых вылета на штурмовку сил противника, аэродромов, портов и других стратегических объектов противника.
18 августа 1945 года за успешное выполнение многочисленных боевых задач и проявленный в бою с фашистской Германией героизм указом Президиума Верховного Совета СССР лейтенант Зайцев Валентин Алексеевич был удостоен звания Героя Советского Союза с вручением ордена Ленина и медали «Золотая Звезда» (медаль № 8212).
До 1948 года Валентин Зайцев продолжал службу в ВВС СССР.
После увольнения в запас жил в Краснодаре, где работал экспедитором на Краснодарской обувной фабрике.
Умер Валентин Алексеевич в 1986 году в возрасте 63 лет.
На доме, где родился и вырос Валентин Алексеевич, родные героя установили мемориальную доску.

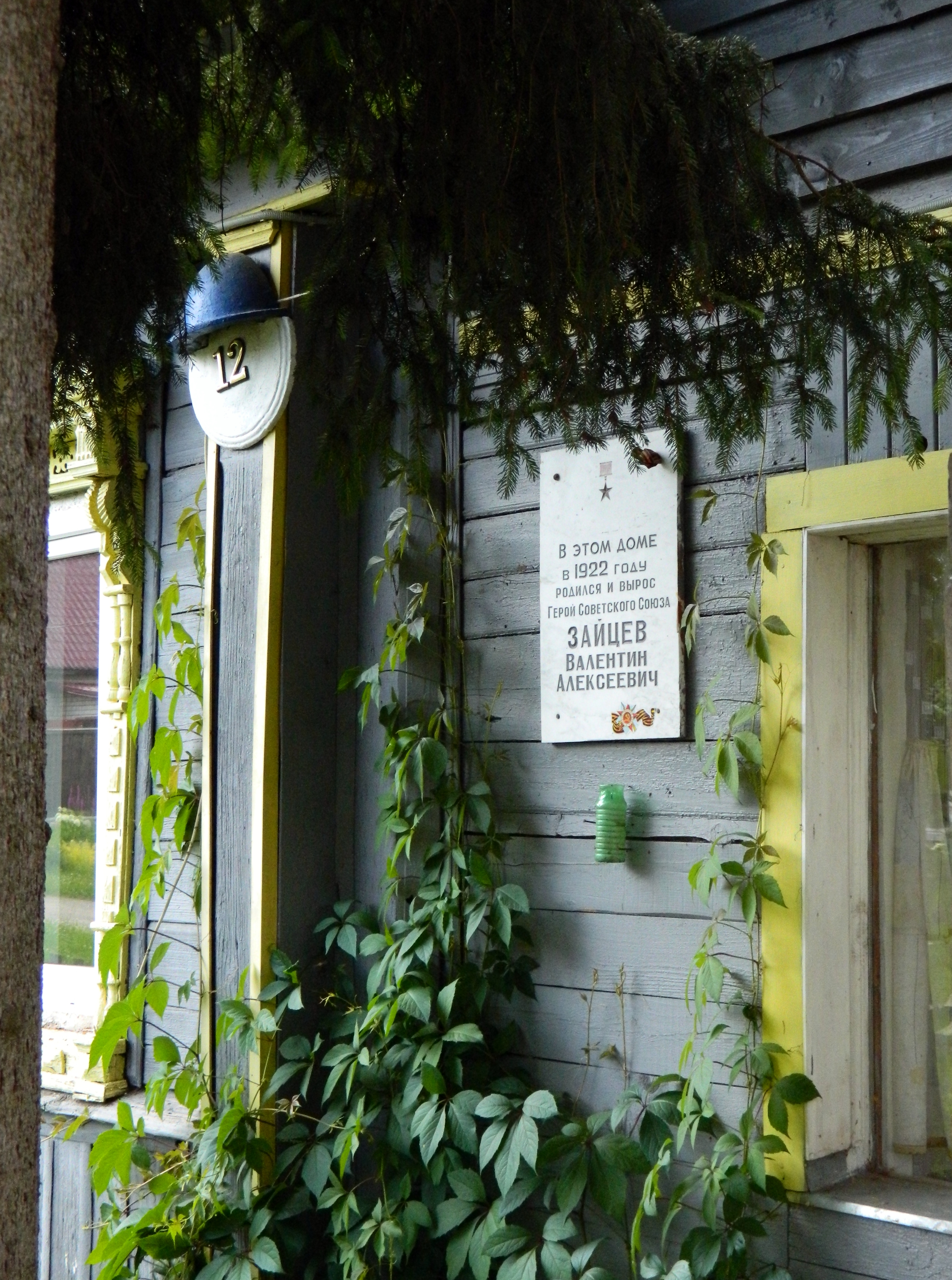
Мемориальная доска в г. Кострома на доме (Новая ул., 12), где родился Герой Советского Союза В.А. Зайцев

## Награды
- Медаль «Золотая Звезда» (18.08.1945)[1];
- орден Ленина (18.08.1945)[2];
- орден Красного Знамени (15.09.1944)[3];
- орден Красного Знамени (30.03.1945)[4];
- орден Александра Невского (30.04.1945)[5];
- орден Отечественной войны I-й степени (12.07.1944)[6];
- орден Отечественной войны I-й степени (06.04.1985)[7];
- орден Красной Звезды (23.10.1944)[8];
- медали, в том числе:

медаль «За оборону Советского Заполярья»;
медаль «За победу над Германией в Великой Отечественной войне 1941—1945 гг.».

## Фотогалерея

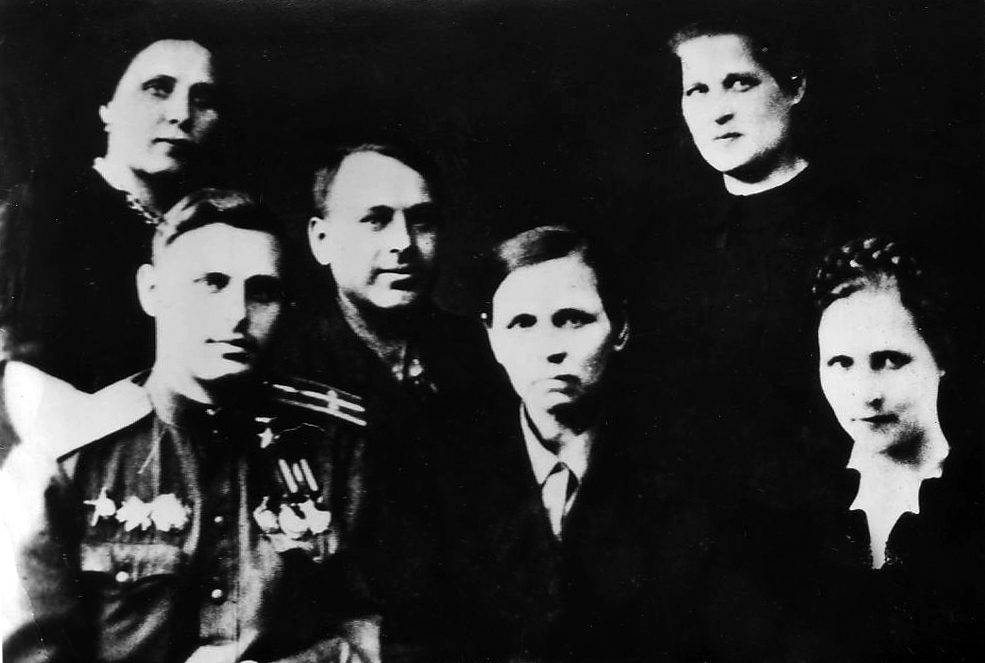
На фото нижний ряд слева-направо: Зайцев Валентин Алексеевич, его брат — Александр Алексеевич, его мама — Домна Даниловна, сестра — Антонина Алексеевна. Верхний ряд слева-направо: сестра — Александра Алексеевна, сестра — Нина Алексеевна.
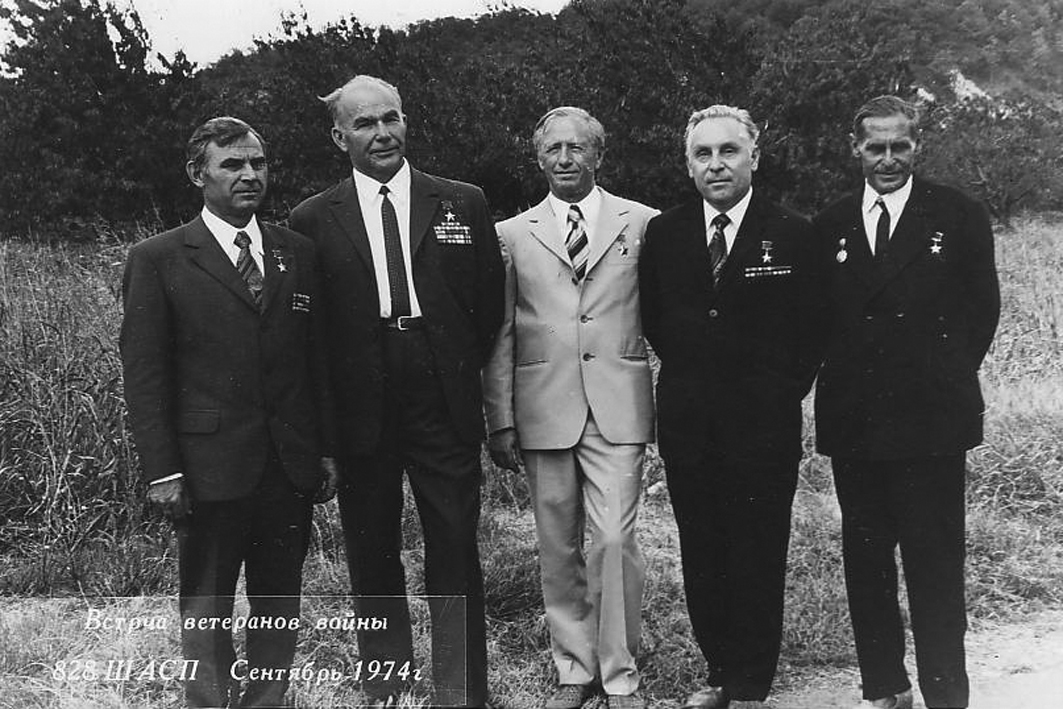
Ветераны 828 ШАСП — Герои СССР, сентябрь 1974 года. Зайцев Валентин Алексеевич крайний справа.
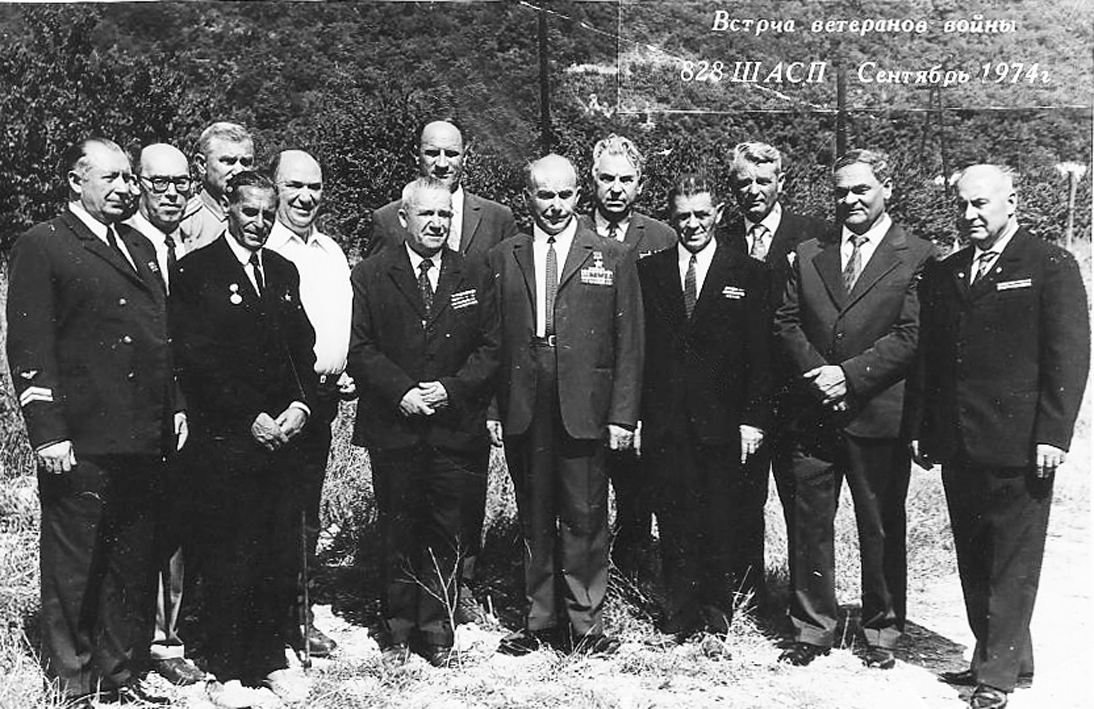
Ветераны 828 ШАСП, сентябрь 1974 года. Зайцев Валентин Алексеевич в первом ряду второй слева.